# That's What You Get
"That's What You Get" là một single của Paramore. Đây là single thứ hai tại Úc, single thứ ba tại Mỹ và single thứ tư tại Anh từ album Riot!. Single đã được xác nhận bới MTV và Fueled by Ramen. Ca khúc được phát hành trên radio vào 22 tháng ba tại Úc và 24 tháng ba tại Mỹ.
Tại Mỹ, ca khúc được phát hành vào ngày 5 tháng năm ở dạng download và dạng đĩa vào 12 tháng năm. Ca khúc cũng xuất hiện trong video game Rock Band 2.
Ca khúc được chứng nhận đĩa Vàng tại Mỹ vào ngày 12 tháng 12 năm 2008, bán được trên 500.000 bản.

## Music video

Hayley Williams trong music video.

Music video, đạo diễn bởi Marcos Siega, được quay tại Nashville, Tennessee, vào ngày 2 và 3 tháng ba, 2008. MTV2 đã phát hành music video chính thức vào 24 tháng ba, 2008. Music video là cảnh ban nhạc đang chơi trong một phòng khách với những clip của một mối liên hệ của một đôi tình nhân (Aaron Holmes của Death in the Park [band] và Jenna Galing, cả hai đều từ Richmond VA) và một buổi tụ tập nhỏ của những người bạn và gia đình của ban nhạc. Những người bạn và gia đình đang có một khoảng thời gian đẹp để chụp ảnh, trò chuyện, và nghe nhạc. Đôi tình nhân dường như đang rất say đắm. Một trong hai người dường như có mối liên hệ với một thành viên trong ban nhạc. Hai người sớm đến với buổi tụ họp nơi những chàng trai gặp gỡ một ai đó (có thể là một cô bạn gái) và bắt đầu tán tỉnh cô. Trong khi chàng trai tiếp tục ở bên cô gái nọ, bạn gái anh ta ngồi trên một chiếc sofa gần đó và quan sát họ. Ngay khi họ bắt đầu nắm tay, cô bạn gái bỏ đi và bắt đầu khóc. Kết thúc đôi tình nhân đứng trên một nghĩa địa ngắm nhìn nụ hôn của họ.

## Hậu trường
Music video khởi quay chỉ một tuần sau khi Paramore hủy tour lưu diễn châu Âu để giải quyết "vấn đề cá nhân", trong quá trình suy xét về sự tan rã của nhóm. Hayley Williams (hát chính/keyboard) giải thích rằng, xác định trạng thái dễ vỡ của ban nhạc, tất cả đều nghĩ rằng đó là điều tốt nhất khi họ giữ cho nỗi đau không quá xúc động, vây quanh họ là bạn bè và gia đình, để điều đó trở nên đơn giản. Và, trong qua trình thực hiện, mọi thứ tiến triển từ chỉ là một video khác trở thành một buổi tụ họp ngãu hững tìm giải pháp cho ban nhạc, điều mà Paramore rất cần.
Hayley bổ sung "Chúng tôi có rất nhiều bạn bè ở đó, và đó thực sự chỉ cảm giác như một buổi tụ họp bình thường. Và Marcos rất thích điều đó. Anh ta nói, 'Mang đến những người bạn của bạn.' 'Chúng tôi chọn một vài người bạn của gia đình, và chỉ đơn giản là cảm giác rất thật... và tôi nghĩ đó là lần đầu tiên trong một video bạn sẽ được thấy chúng tôi thực sự là như thế nào."

## Danh sách bài hát
1. "That's What You Get" - 3:40

## Các bảng xếp hạng
| Bảng xếp hạng (2008)                  | Vị trí cao nhất |
| ------------------------------------- | --------------- |
| ARC Weekly Top 40                     | 18              |
| UK Singles Chart                      | 55              |
| Colombian Singles Chart               | 32              |
| U.S. Billboard Hot 100                | 66              |
| U.S. Billboard Hot Modern Rock Tracks | 36              |
| U.S. Billboard Pop 100                | 25              |
| Mexican Top 100                       | 51              |
| New Zealand Singles Chart             | 35              |
| Canadian Hot 100                      | 92              |